# Campeonato salvadoreño 1960-61
El Campeonato salvadoreño de fútbol 1960-61 fue la decimoprimera edición de la Primera División de El Salvador de fútbol profesional salvadoreño en la historia.

## Desarrollo
El campeón de esta edición fue el Águila, obteniendo su segundo título consecutivo. El subcampeón fue FAS por segunda vez consecutivo.
A partir de esta edición, el campeón del torneo clasifica a la Copa de Campeones de la Concacaf.

## Equipos participantes
| Club              | Ciudad       | Departamento |
| ----------------- | ------------ | ------------ |
| Águila            | San Miguel   | San Miguel   |
| Alianza           | San Salvador | San Salvador |
| Atlante San Alejo | San Alejo    | La Unión     |
| Atlético Marte    | San Salvador | San Salvador |
| Dragón            | San Miguel   | San Miguel   |
| FAS               | Santa Ana    | Santa Ana    |
| Luis Ángel Firpo  | Usulután     | Usulután     |
| Juventud Olímpica | Acajutla     | Sonsonate    |
| Leones            | Sonsonate    | Sonsonate    |
| Santa Anita       | Santa Ana    | Santa Ana    |

## Tabla de posiciones
| Pos.            | Equipos           | PJ  | PG | PE | PP | GF  | GC  | Dif. | Pts. |
| --------------- | ----------------- | --- | -- | -- | -- | --- | --- | ---- | ---- |
| 1.              | Águila            | 18  | 14 | 3  | 1  | 55  | 22  | 33   | 31   |
| 2.              | FAS               | 18  | 12 | 2  | 4  | 37  | 22  | 15   | 26   |
| 3.              | Atlante San Alejo | 18  | 9  | 2  | 7  | 31  | 31  | 0    | 20   |
| 4.              | Juventud Olímpica | 18  | 7  | 5  | 6  | 28  | 27  | 1    | 19   |
| 5.              | Alianza           | 18  | 7  | 5  | 6  | 30  | 32  | -2   | 19   |
| 6.              | Dragón            | 18  | 4  | 7  | 7  | 30  | 31  | -1   | 15   |
| 7.              | Santa Anita       | 18  | 5  | 5  | 8  | 22  | 25  | -3   | 15   |
| 8.              | Atlético Marte    | 18  | 3  | 7  | 8  | 28  | 33  | -5   | 13   |
| 9.              | Luis Ángel Firpo  | 18  | 5  | 2  | 11 | 16  | 33  | -17  | 12   |
| 10.             | Leones            | 18  | 3  | 4  | 11 | 21  | 42  | -21  | 10   |
| Equipos 1960-61 | Equipos 1960-61   | 180 | 69 | 42 | 69 | 298 | 298 | 0    | 180  |

|  |             |
|  | Play-off.   |
|  | Descendido. |

| Campeón          |
| Águila 2° Título |